# Ewelina Kobryn
Ewelina Kobryn (Tarnobrzeg, 7 maggio 1982) è un'ex cestista polacca, professionista nella WNBA.

## Carriera
Con la Polonia ha disputato cinque edizioni dei Campionati europei (2003, 2005, 2009, 2011, 2015).

## Palmarès
- Campionessa WNBA (2014)